# (32228) 2000 OH26
2000 OH26 (asteroide 32228) é um asteroide da cintura principal. Possui uma excentricidade de 0.16463050 e uma inclinação de 11.32209º.
Este asteroide foi descoberto no dia 23 de julho de 2000 por LINEAR em Socorro.